# Viadana appendiculata
Viadana appendiculata  (лат.) — вид кузнечиков из подсемейства Phaneropterinae. Южная Америка: Перу. 

## Описание
Кузнечики мелкого размера (длина тела около 15 мм, крылья до 3 см, надкрылья 24 мм, заднее бедро 13 мм). ОТ близких видов отличается строением гениталий самцов (длинными придатками эпипрокт). Основная окраска зелёная с желтовато-белыми и красновато-коричневыми отметинами. Головной рострум узкий; передняя часть его верхнего бугорка узкая и довольно короткая (не проецируется вперед по отношению к ее нижнему бугорку). Переднеспинка имеет короткие боковые лопасти.

## Систематика и этимология
Вид включён в состав подрода Arcuadana Gorochov & Cadena-Castañeda, 2015.
Впервые был описан в 2015 году российским энтомологом Андреем Васильевичем Гроховым (Зоологический институт РАН, Санкт-Петербург) совместно с колумбийским биологом О. Кадена-Кастаньедой (O.J. Cadena-Castañeda; Universidad Distrital Francisco José de Caldas, Богота, Колумбия). 
Видовое название V. appendiculata происходит от латинского слова «appendiculata» (с придатком), указывающего на характерный признак строения гениталий.